# Titus Mennen
Titus Mennen (Weert, 13 januari 1961) is een Nederlands zwemtrainer. 

## Bedrijfsleven
Van 1993 tot 2009 is Mennen actief als manager bij Center Parcs, Sportfondsenbad Amersfoort en Sportfondsen Nederland. Op 15 mei 2017 start Mennen zijn eigen onderneming, T2000 voor interim-management, advies en begeleiding.

## Coach
Mennen is opgeleid aan het CIOS te Sittard. Van 1983-1993 is hij hoofdcoach van PSV Eindhoven waar hij samenwerkt met Astrid van den Hoogenband en haar zoon Pieter van den Hoogenband. Van 1993 tot 1996 is hij parttime bondscoach Jeugd bij de KNZB. 
In 2009 keert hij fulltime terug bij de KNZB als bondscoach Junioren, Jeugd en programmamanager Talentontwikkeling. In samenwerking met Jacco Verhaeren bouwt Mennen verder aan de infrastructuur van talentontwikkeling in Nederland met, in navolging van de Nationale Trainingscentra, de Regionale Trainingscentra en Talentcentra.
Mennen begeleidt de nationale teams tijdens de Europese Jeugd Kampioenschappen in 1993 (Istanbul), 1994 (Pardubice) en 1995 (Wenen) en in zijn tweede periode in 2010 (Helsinki), 2011 (Belgrado), 2012 (Antwerpen), 2013 (Szcezin), 2014 (Dordrecht) en 2016 (Hodmezovazahely). 

## Technisch directeur
Na het vertrek van Joop Alberda als technisch directeur zwemmen van de KNZB in juni 2016, neemt Mennen de taken als technisch directeur van de KNZB tot december 2016 waar.  

## Vertrek KNZB
Op 1 maart 2017 stopt Mennen met zijn werkzaamheden voor de KNZB. Bij zijn vertrek wordt hij geëerd met de "Titus Mennen-Bokaal", die na ieder Nederlands Junioren & Jeugd Kampioenschap wordt uitgereikt aan de, in de breedte, best presterende zwemvereniging. Mennen reikte de Bokaal op 29 januari 2017 uit aan zijn vroegere vereniging PSV.